# 752 Sulamitis
Sulamitis (asteroide 752) é um asteroide da cintura principal com um diâmetro de 62,77 quilómetros, a 2,2791568 UA. Possui uma excentricidade de 0,0744705 e um período orbital de 1 411,46 dias (3,87 anos).
Sulamitis tem uma velocidade orbital média de 18,98019945 km/s e uma inclinação de 5,95699º.
Este asteroide foi descoberto em 30 de Abril de 1913 por Grigory Neujmin, M. Belyavskij.